# Brachyleptura vagans
Brachyleptura vagans är en skalbaggsart som först beskrevs av Olivier 1795.  Brachyleptura vagans ingår i släktet Brachyleptura och familjen långhorningar. Inga underarter finns listade.